# 千葉県立九十九里高等学校
千葉県立九十九里高等学校（ちばけんりつ くじゅうくりこうとうがっこう）は、千葉県山武郡九十九里町片貝にある県立高等学校。
学科は普通科のみであるが、2年目以降は、被服・調理・情報・文系・理数系のいずれかのコースを選択できる。
情報コースでは、他コースよりも様々な種類の資格取得が可能である。
また、授業の中に大掃除や除草作業などを取り入れ、環境美化に力を入れている。
愛称、略称は「九里高」（くりこう）。

## 設置学科
- 普通科

## 歴史
- 1919年 - 片貝村立片貝実科補習学校創立
- 1974年5月29日 - 九十九里高校独立式典挙行

## 交通
- 九十九里鉄道バス 学園前バス停下車徒歩3分